# 魁圩乡
魁圩乡，是中华人民共和国广西壮族自治区百色市靖西市下辖的一个乡镇级行政单位。

## 行政区划
魁圩乡下辖以下地区：
魁圩村、庭那村、平巷村、大面村、大贡村、康和村、大动村、巴甫村、坛马村、扶赖村、驮林村、驮满村、那多村、那些村、布林村和德周村。